# ساياكا موراتا
ساياكا موراتا (باليابانية: 村田沙耶香؛ بالكانا: むらた さやか) هي مقالاتية يابانية، ولدت في 14 أغسطس 1979 في إنزاي في اليابان.

## وصلات خارجية
- ساياكا موراتا على موقع IMDb (الإنجليزية)
- ساياكا موراتا على موقع مونزينجر (الألمانية)